# Стьюарт (остров)
́Стью́арт (англ. Stewart Island), или Ракиура (маори Rakiura), — третий по величине остров Новой Зеландии. Лежит в 30 км к югу от Южного острова и отделён от него проливом Фово. К юго-западу от Стюарта находится архипелаг Снэрс.

## География

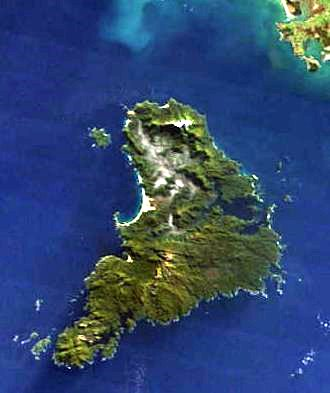
Спутниковое изображение

Площадь острова составляет 1746 км². Самая высокая точка острова — гора Англем, расположена близ северного побережья и имеет высоту 979 метров. Северная часть острова гориста, расчленена заболоченными долинами небольших речек, крупнейшая из которых река Фрешуотер. Южная часть острова более равнинная, здесь протекают реки Ракихуа, Тоитои, Бога и несколько более мелких. Мыс Юго-Западный на крайнем юго-западе острова является самой южной точкой острова и всей главной цепи островов Новой Зеландии.
Три больших и множество мелких островков окружают остров Стьюарт. Крупнейшие среди них: остров Руапуке, в проливе Фово, в 32 км к северо-востоку от Обана; остров Кодфиш (Фэнуахоу), близ северо-западного побережья; и остров Биг-Саут-Кейп, близ юго-западной окраины острова.
Более чем 80 % территории острова принадлежат национальному парку Ракиура. Это самый молодой национальный парк Новой Зеландии.

## История
Первым достиг острова капитан Джеймс Кук в 1770 году, но он тогда считал обнаруженную им землю частью Южного острова. В 1809 году Уильям Стьюарт на корабле «Пегас», в ходе исследовательской экспедиции, доказал, что данная земля является островом. Позднее остров получил его имя.
На языке маори остров носит название Ракиура (маори Rakiura), что можно перевести как «Пылающие Небеса» — возможно, в честь знаменитых полярных сияний, характерных для острова.
В 1841 году на всей территории острова была образована одна из трёх новых провинций Новой Зеландии, названная Новый Ленстер. Однако просуществовала она всего пять лет, и с принятием Новозеландского закона о конституции 1846 провинция стала частью Нового Мюнстера, провинции, которая включала весь Южный остров. В 1853 году Новый Мюнстер был упразднён, Остров Стьюарт стал частью провинции Отаго. В 1861 году из провинции Отаго выделилась провинция Саутленд, частью которой стал Стьюарт. В 1876 году разделение страны на провинции было отменено. С тех пор и по настоящее время остров входит в состав региона Саутленд.

## Население
Большинство жителей острова — 333 человек из 440 (по итогам переписи 2022 года) — имеют европейское происхождение; 88 человека — маори (2/3 из них — метисы); 19 человек — выходцы с различных островов Тихого океана и азиаты. Единственным постоянным населённым пунктом на острове является посёлок Обан, население которого, согласно переписи 2013 года, составляло 322 человека. Ранее на южном побережье располагался ещё один населённый пункт — Порт-Пегасус, где находились несколько магазинов, почта, складские помещения, в настоящее время он необитаем.

## Транспорт и инфраструктура
Остров Стьюарт с Южным островом связывает регулярная паромная переправа Блафф — Обан.
Также имеется воздушное сообщение с Инверкагиллом, выполняемое авиакомпанией Stewart Island Flights. Самолёты также иногда совершают посадку на песчаном берегу бухты Массон.
Основной статьёй доходов острова является рыболовство, а также, в меньшей степени, — сельское хозяйство, деревопереработка и туризм.

## Геомагнитная аномалия

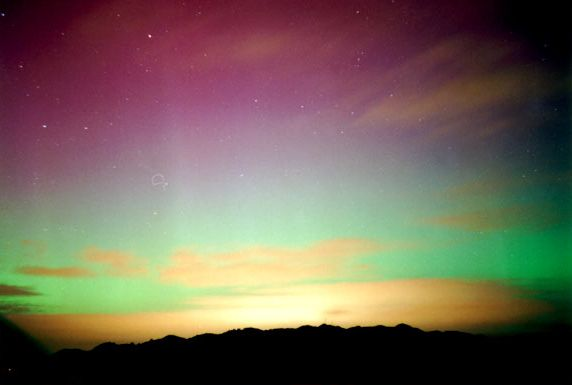
Полярное сияние, видимое над островом

Из-за магнитной аномалии на острове, расположенном в сравнительно низких широтах (47° ю. ш.), имеется возможность наблюдать полярные сияния. Это равносильно тому, как если бы, например, в России это типичное для высоких широт явление регулярно наблюдалось в Волгограде (48°42′42″ с. ш.) или Хабаровске (48°29′ с. ш.).